# Ивет Сангало
Ивет Марија Дијас де Сангало (порт. Ivete Maria Dias de Sangalo; Жуазеиро, 27. мај 1972) вероватно је најпродаванија бразилска пјевачица аше музике. Прославила се у групи Банда Ева. Осим што је пјевачица, она је и писац пјесама, а такође се окушала и на малом и великом екрану. Препознатљива је по свом снажном гласу, харизми и живим наступима.

## Биографија
Ивет је већ са три године почела да пјева. Као тинејџерка, напушта породицу, како би пјевала по фестивалима и карневалима. Професионални почеци су били по баровима у Ондини, четврт града Салвадора, гдје је њена сестра Моника већ пјевала. У то вријеме плата јој је била једна вечера у бару. Мало затим, Ивет наступа и у другим градовима, као што су, родни Жуазеиро у Баији и Петролина у Пернамбуку. У исто вријеме Ивет бива позвана да гостује у познатом шоу Жералда Азеведа, послије чега учествује на карневалу у Баији. Послије наступа на карневалу, продуценти су је примијетили и одлучили да направе шоу са Ивет, са нагласком на соул фанк.
Када је освојила Prêmio Caimmy, што представља највећу музичку награду у Баији, привукла је пажњу и фирме Sony Music са којом потписује уговор. Од тог тренутка, њена каријера је вртоглаво расла.
Године 1993, са групом Банда Ева, издаје албум првенац, истовјетног назива Банда Ева, који аутоматски долази на све топ-листе у Бразилу. Послије овог албума који је доживио велики успјех слиједи још успјешнији Pra Abalar, са три велика хита: Alô paixão, Pra Abalar и Flores. Свака нова пјесма је брзо била прихваћена од стране бројних фанова. На задњем албуму који је радила са групом, показала се као и аутор са хитом Carro velho. Шест плоча групе Банда Ева је продато у више од четири милиона примјерака, а живи албум Banda Eva Ao Vivo је најпродаванији албум ове групе са преко милион продатих примјерака. Године 1999, Ивет започиње успјешну соло каријеру и издаје албум под називом Ивет Сангало, који је током године доживио и златно и платинасто издање. Сљедеће године, издаје албум Beat Beleza, такође са платинастим издањем. Послије овога, долазе албуми сваке године: Festa, Se Eu Não te Amasse Tanto Assim, Clube Carnavalesco Inocentes Em Progresso, међутим сваки сљедећи је имао све мање успјеха, иако је и Clube Carnavalesco Inocentes Em Progresso из 2003 имао златно издање.

### Нови успон
Упркос константном паду продаје албума, 2004. године, Ивет издаје нови албум, који је и њен највећи успјех. Вратила се ономе што најбоље ради, а то су концерти, па је тако и овај живи албум MTV Ao Vivo доживио невиђен успјех. На овом снимљеном концерту је пјевала своје навеће хитове укључујући и неколико хитова групе Банда Ева. Највећи хит на албуму је био сингл Sorte Grande, преименован од стране публике у Poeira, који је постао навијачка химна. Овај албум је достигао и дијамантско издање. ДВД издање овог концерта, одржаног на стадиону ЕЦ Баије, Фонте Нова, у главном граду Баије, Салвадор, доживјело је троструко дијамантско издање и представља најпродаванији ДВД у Бразилу.
Албум из 2005. године, под називом As Supernovas, је одмах по издавању доживио троструко платинасто издање. Први пут се осјети благи заокрет у ритму музике, као и благи додир седамдесетих, који је настао под утицајем пјевача Еда Моте. На овом албуму је отпјевала и познату пјесму Каетана Велоса Soy Loco por ti America.

## Дискографија

### Банда Ева (1993—1998)
- 1993 Banda Eva
- 1994 Pra Abalar
- 1995 Hora H
- 1996 Beleza Rara
- 1997 Banda Eva Ao Vivo
- 1998 Banda Eva, Você e Eu

### Самостална каријера (1999—)
- 1999 Ivete Sangalo
- 2000 Beat Beleza
- 2001 Festa
- 2002 Se Eu Não Te Amasse Tanto Assim
- 2003 Clube Carnavalesco Inocentes em Progresso
- 2004 MTV ao Vivo
- 2005 As Supernovas
- 2007 Multishow ao Vivo - Ivete no Maracanã